# Grimpar à bec ivoire
Xiphorhynchus flavigaster
Espèce
Répartition géographique
Statut de conservation UICN

 LC  : Préoccupation mineure
Le Grimpar à bec ivoire (Xiphorhynchus flavigaster) est une espèce d'oiseaux de la famille des Furnariidae.

## Répartition

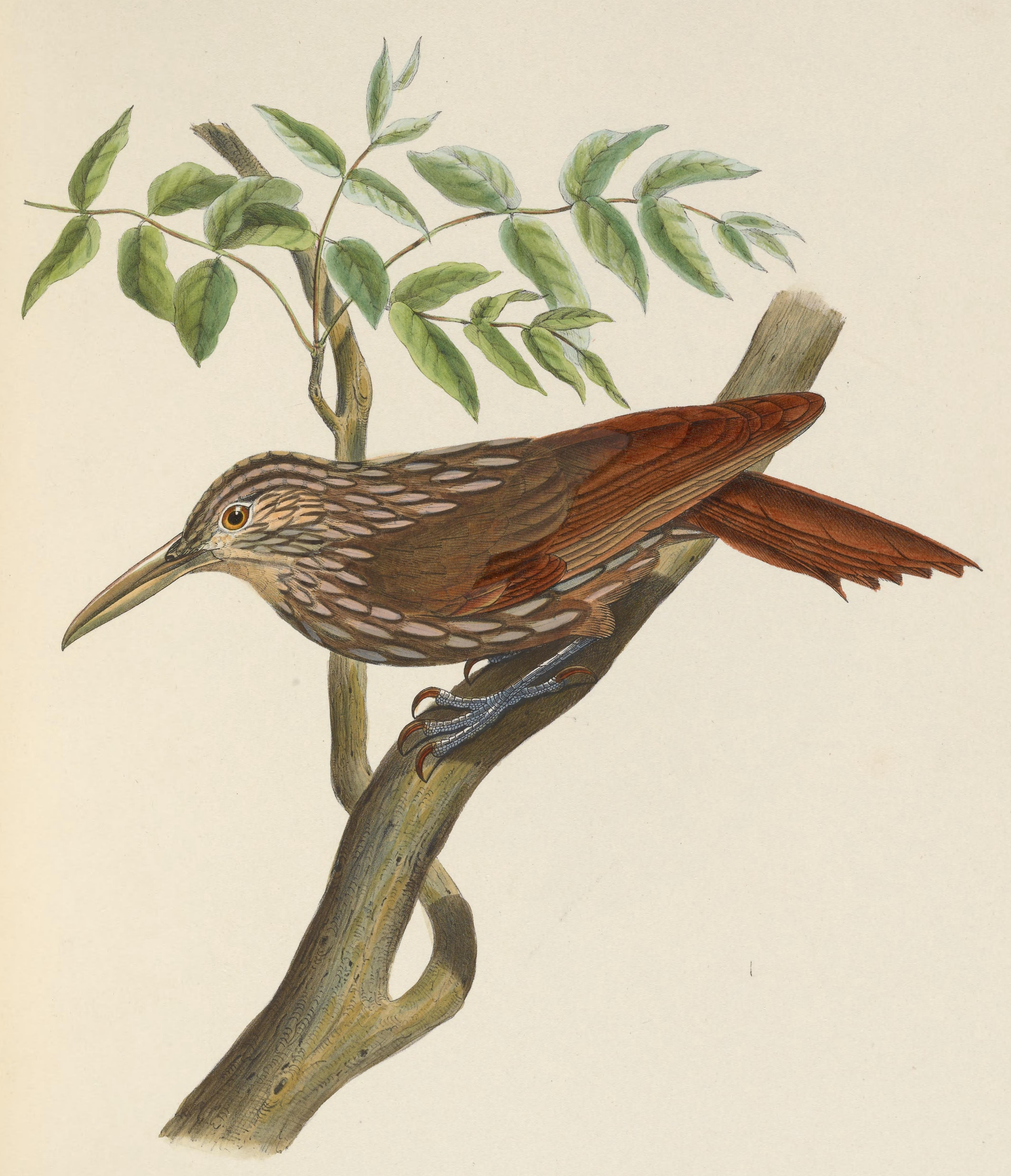
Dessin de 1849 de la sous-espèce Xiphorhynchus flavigaster mentalis.

Selon la classification de référence du Congrès ornithologique international (15.1, 2025) il se répartit en huit sous-espèces (ordre phylogénique) :
- X. f. tardus Bangs & J.L. Peters, 1928 — ;
- X. f. mentalis (Baird, 1867) — ;
- X. f. flavigaster Swainson, 1827 — ;
- X. f. saltuarius Wetmore, 1942 — ;
- X. f. yucatanensis Ridgway, 1909 — péninsule du Yucatán ;
- X. f. ascensor Wetmore & Parkes, 1962 — ;
- X. f. eburneirostris (Des Murs, 1847) — ;
- X. f. ultimus Bangs & Griscom, 1932 — péninsule de Nicoya.